# Letiště Priština
Mezinárodní letiště Priština (IATA: PRN, ICAO: BKPR) (albánsky Aeroporti Ndërkombëtar i Prishtinës "Adem Jashari"; srbsky Међународни аеродром Приштина) je hlavní letiště pro Kosovo a Prištinu. Vzhledem k tomu, že Letiště Đakovica není dlouhodobě provozováno, je letiště Priština  jediným pro pravidelnou osobní dopravu na území Kosova.

## Poloha
Letiště se nachází 15 km jihozápadně od Prištiny v blízkosti obce Slatina (Malá a Velká Slatina – Sllatinë e Vogël/Sllatinë e Madh) a silnice, která spojuje Prištinu s Pećí. Nedaleko od letiště leží také pevnost Ariljača a povrchový důl Magura. Vybudováno bylo v rovinaté krajině okraje Kosova pole nedaleko říčky Sitnica.

## Využití
Prištinské letiště za rok odbaví několik milionů cestujících. Trend je dlouhodobě rostoucí. Vývoj počtu cestujících je uveden níže:
| Rok  | Cestující | Růst   |
| ---- | --------- | ------ |
| 2004 | 910797    | 9,1 %  |
| 2005 | 930346    | 2,1 %  |
| 2006 | 882731    | 5,1 %  |
| 2007 | 990259    | 12,2 % |
| 2008 | 1130639   | 14,2 % |
| 2009 | 1191978   | 5,4 %  |
| 2010 | 1305532   | 9,5 %  |
| 2011 | 1422302   | 8,9 %  |
| 2012 | 1527134   | 7,4 %  |
| 2013 | 1628678   | 6,6 %  |
| 2014 | 1404775   | 13,7 % |
| 2015 | 1549198   | 10,3 % |
| 2016 | 1744202   | 12,6 % |
| 2017 | 1885136   | 8,0 %  |
| 2018 | 2161874   | 14,7 % |
| 2019 | 2373698   | 9,6 %  |
| 2020 | 1102091   | 53,4 % |
| 2021 | 2180809   | 97 %   |
| 2022 | 2994560   | 37,3 % |
| 2023 | 3424883   | 14,3 % |

V roce 2023 přivítalo letiště třímiliontého cestujícího. Za leden a únor 2024 počet cestujících dosáhl půl milionu.
Z letiště je ročně odbaveno cca 1 milion tun nákladu na nákladních letech.

## Zázemí
Letiště splňuje všechna očekávané normy v mezinárodní letecké dopravě. Nachází se zde například také duty-free shop. Má vlastní restauraci a tři bary, dále potom i letištní salonek pro business class cestující. K areálu přiléhá parkoviště s kapacitou 1750 vozidel. Má jediný terminál, který slouží pro přílety i odlety.
Délka hlavní runwaye činí 2500 metrů, je zde kromě toho i spoustu dalších pojezdových drah, dále opravárenských objektů, obytných budov a hangárů. Letiště dokáže odbavit všechny typy moderních letadel.[zdroj?] Příjmy prištinského letiště v roce 2008 činily 25 milionů eur.
S letištěm spolupracuje 35 leteckých společností a letadla jsou vypravována do 30 různých destinací. 
Na letišti rovněž sídlí kosovská agentura pro civilní letectví ASHNA.
Nedaleko se nachází také Slatina Air Base. Je v pravomoci Vlády Kosova (dříve patřilo Jugoslávii, resp. do jejího rozpadu, po vyhlášení nezávislosti Kosova jej převzala místní vláda.) a je hlavním pro leteckou dopravu do Kosova.

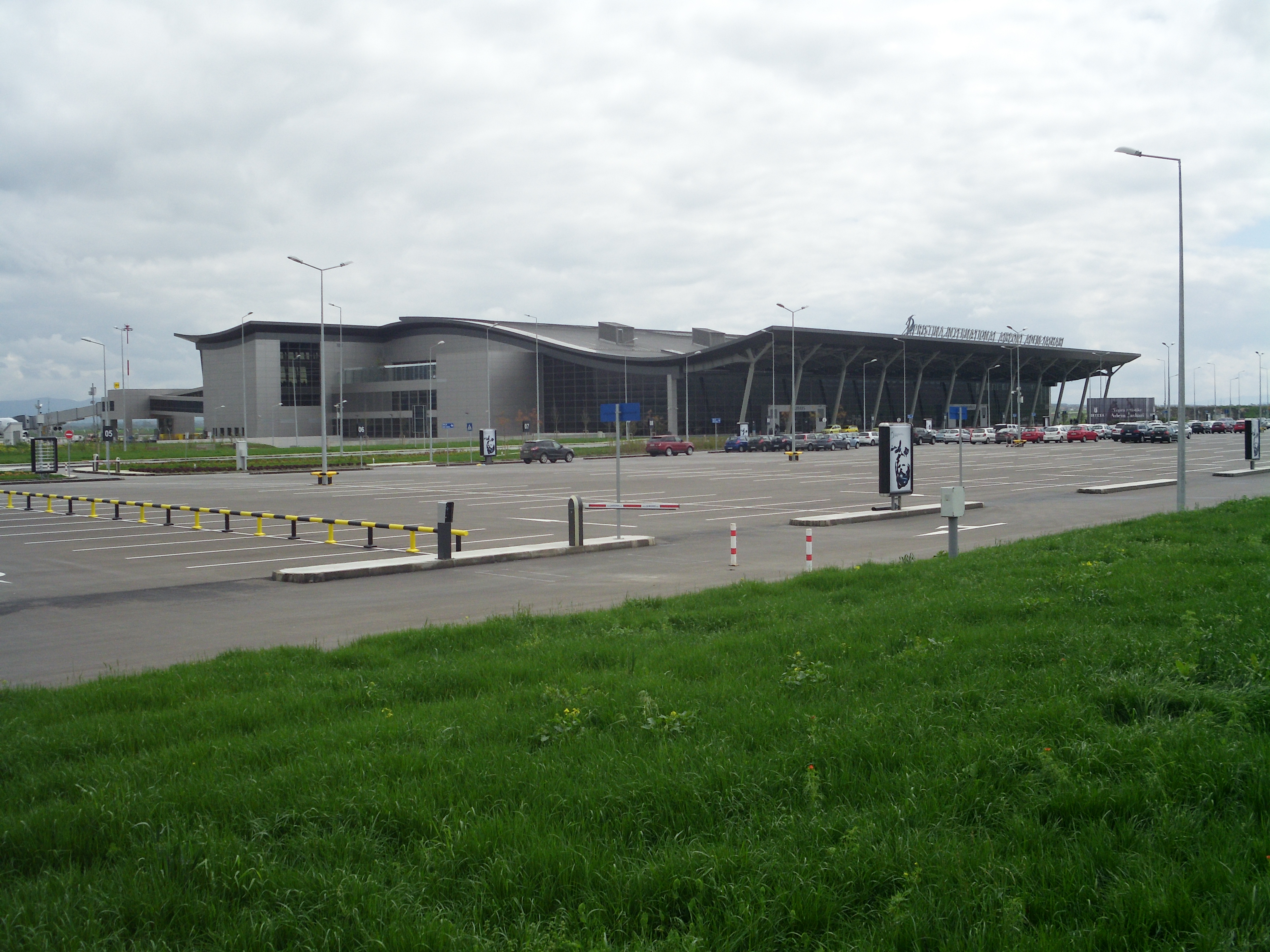
Nový letištní terminál z roku 2013

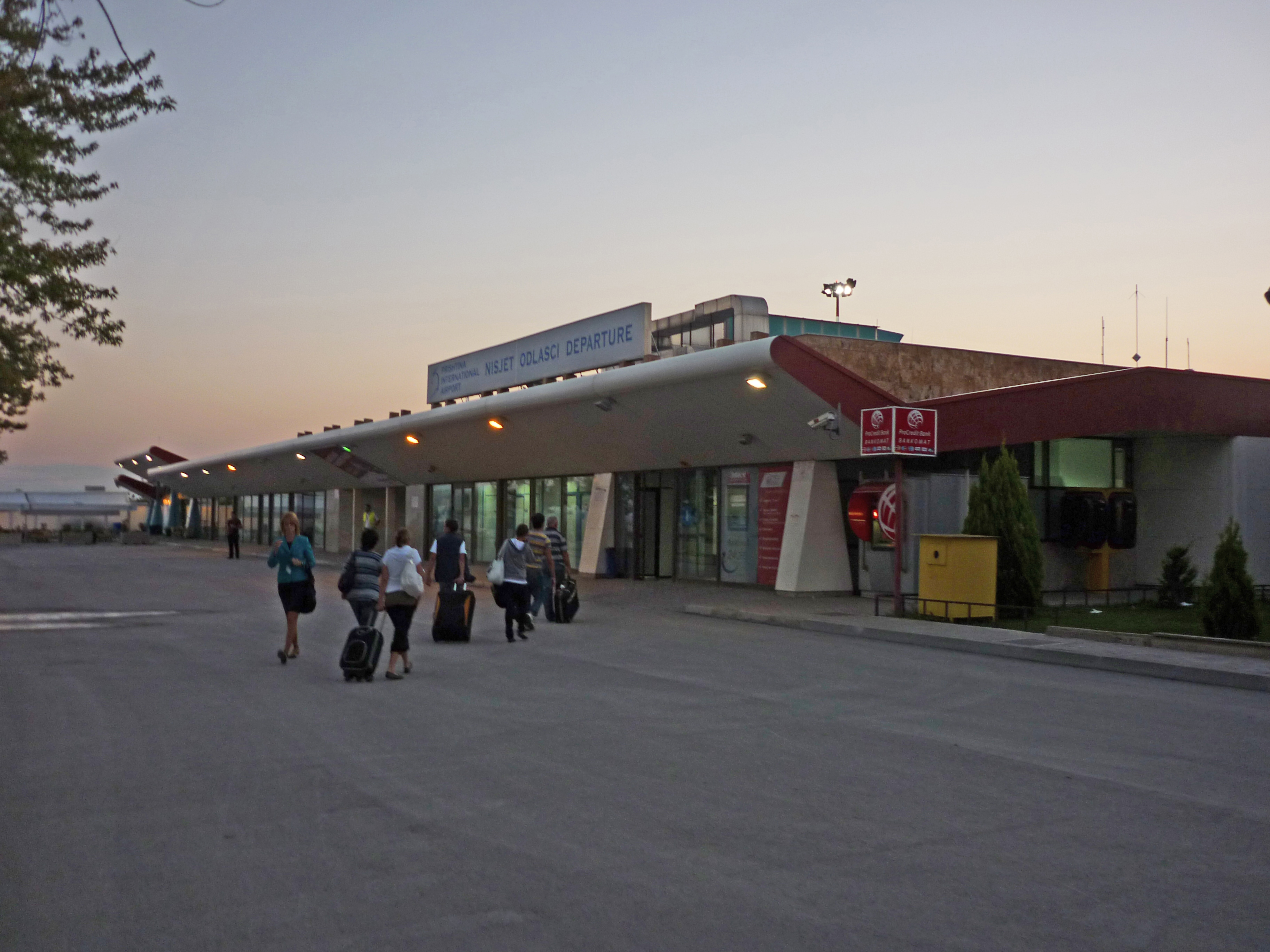
Původní terminál v roce 2010

## Historie
Letiště bylo otevřeno v roce 1965, a to jako rozšíření původního vojenského pro civilní účely. Priština byla posledním regionálním centrem, které nemělo vlastní vzdušný přístav. Dislokovány zde byly formace Jugoslávského letectva. V 80. letech 20. století bylo letiště zapojeno do vnitrostátní sítě letů JAT (srbochorvatsky Jugoslovenski aerotransport) a vypravovány byly odsud spoje do Bělehradu a Záhřebu. V roce 1985 bylo upraveno tak, aby jeho provoz odpovídal standardům ICAO. Další modernizací prošlo o deset let později.
V průběhu roku 1990 začalo provozovat mezinárodní lety především do Německa a Švýcarska. Letiště mělo původně tři runwaye, společně s vojenským letištěm Slatina. Ve své současné podobě má runway jedinou, orientovanou severo-jižním směrem.
V 90. letech 20. století byl civilní provoz přerušen a letiště bylo využíváno pro potřeby Jugoslávské armády. Bylo tomu tak v roce 1993 a potom od března 1999 za kosovské války. Výhradní vojenské využití letiště probíhalo do října téhož roku.
Během bombardování Jugoslávie bylo letiště cílem. Bylo uskutečněno celkem deset vzdušných úderů pomocí letounů F-15. První z nich se odehrál dne 22. dubna 1999. Letouny jugoslávského letectva, které však byly umístěny v raženém tunelu, nebyly poškozeny. 
Těsně po skončení války v Kosovu bylo letiště místem krátké konfrontace mezi jednotkami KFOR z řad NATO a příslušníky ruských ozbrojených sil.
Po válce začalo letiště provoz se 45 zaměstnanci. Terminál pro cestující byl v roce 2002 renovován a rozšířen. V roce 2006 získalo ocenění jako Nejlepší letiště roku.[zdroj⁠?!] V roce 2007 ním prošlo 990 259 cestujících. Při své rekonstrukci bylo přestavěno podle environmentálních norem Evropské unie.

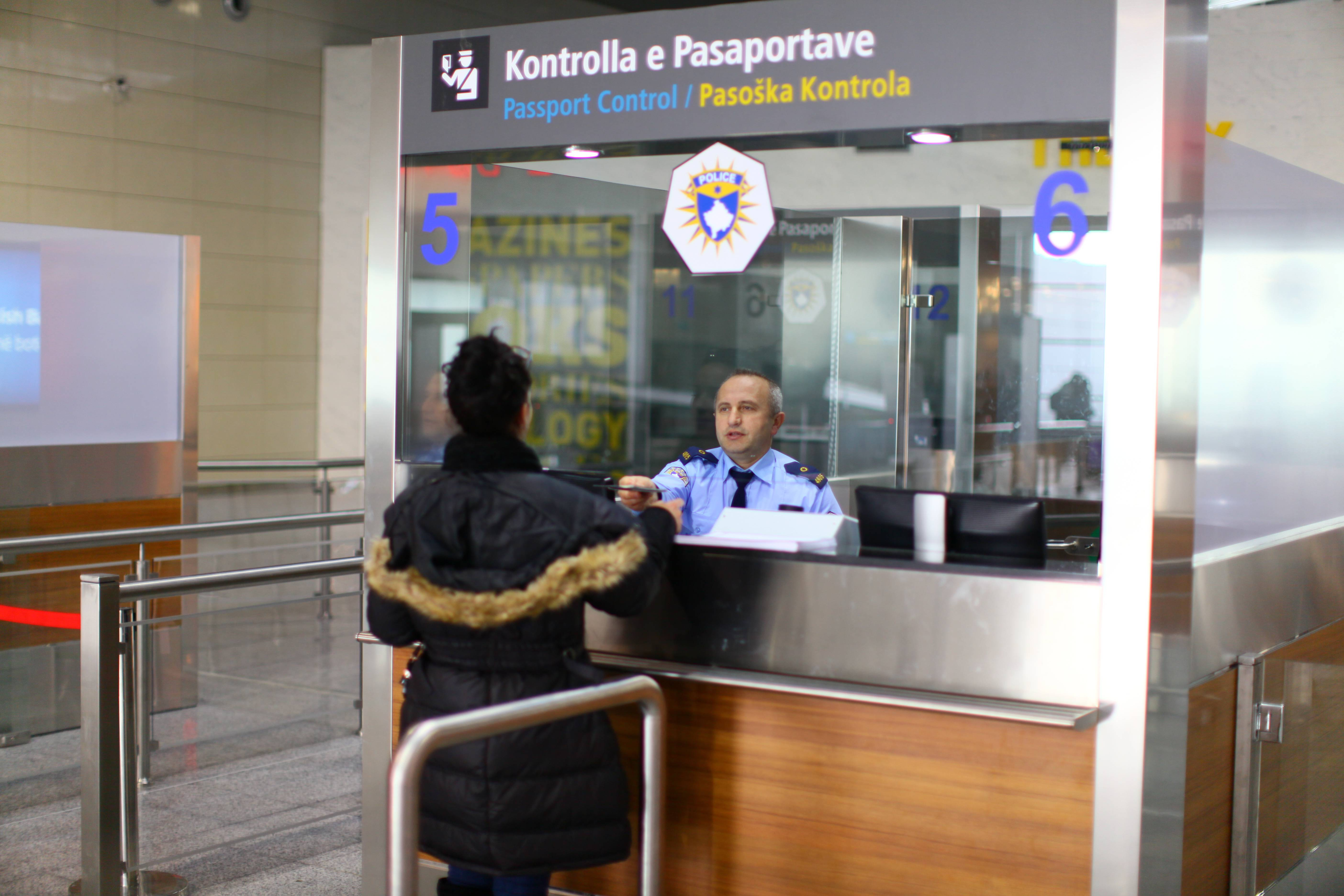
Pasová kontrola

V roce 2010 bylo letiště zprivatizováno. Vlastníkem se stal Limak Holding-Aeroport de Lyon, který jej má na základě smlouvy provozovat 20 let. Holding tvoří z 90 % turecký kapitál společnosti LIMAK a z 10 % francouzské Aeroport de Lyon. Podle koncese mělo být modernizováno a vystavěna nová odbavovací hala. Předpokládán byl souvislý růst počtu cestujících na letišti. Podle původního požadavku vznikl nový terminál, který byl předán do užívání v listopadu 2013. Jeho výstavba stála 130 milionů eur. Původní terminál, který stojí na severním okraji dnešního letiště, přestal být využíván. V roce 2010 bylo pojmenováno po Ademu Jasharim. Toto rozhodnutí vyvolalo jistou míru kritiky v regionu, neboť Jashari je považován za kontroverzní postavu kosovských dějin. V témže roce také předáno z hlediska bezpečnosti kosovské policii od jednotek KFOR. 
Liberalizace letecké dopravy a privatizace letiště umožnily snížení nákladů na jeho provoz, což přispělo k většímu provozu.
Vzhledem k mezinárodnímu sporu o status Kosova, resp. skutečnosti, že Srbsko existenci republiky Kosovo neustává, jsou lety z Prištiny vypravovány přes vzdušný prostor všech dalších států (Černé Hory, Albánie a Severní Makedonie). Srbské řízení letového prostoru odmítá odbavovat lety, které směřují do Prištiny a odlétají z Prištiny. Provoz nad letištěm není předmětem kontroly letového provozu Srbska. Tato skutečnost přibližně o 30 minut prodlužuje délku trvání letů především ze zemí severně od Kosova. Do roku 2023 nebyl možný ani přílet z černohorského vzdušného prostoru.
Letiště v druhé dekádě 21. století sloužilo jako druhotná základna pro slovinské aerolinky Adria Airways. Jako jednu ze svých základen ho využívají i aerolinie Eurowings.

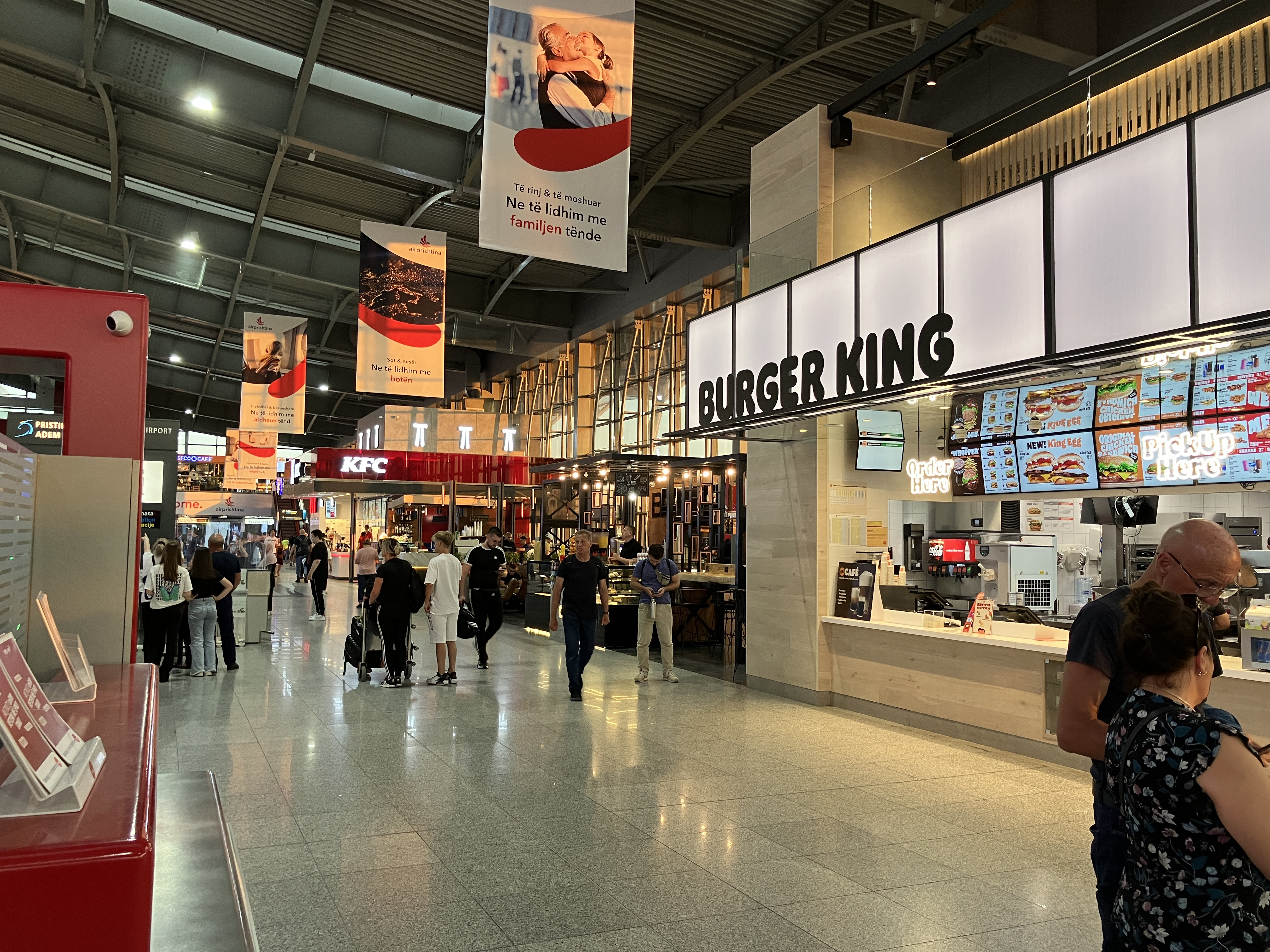
Interiér letiště

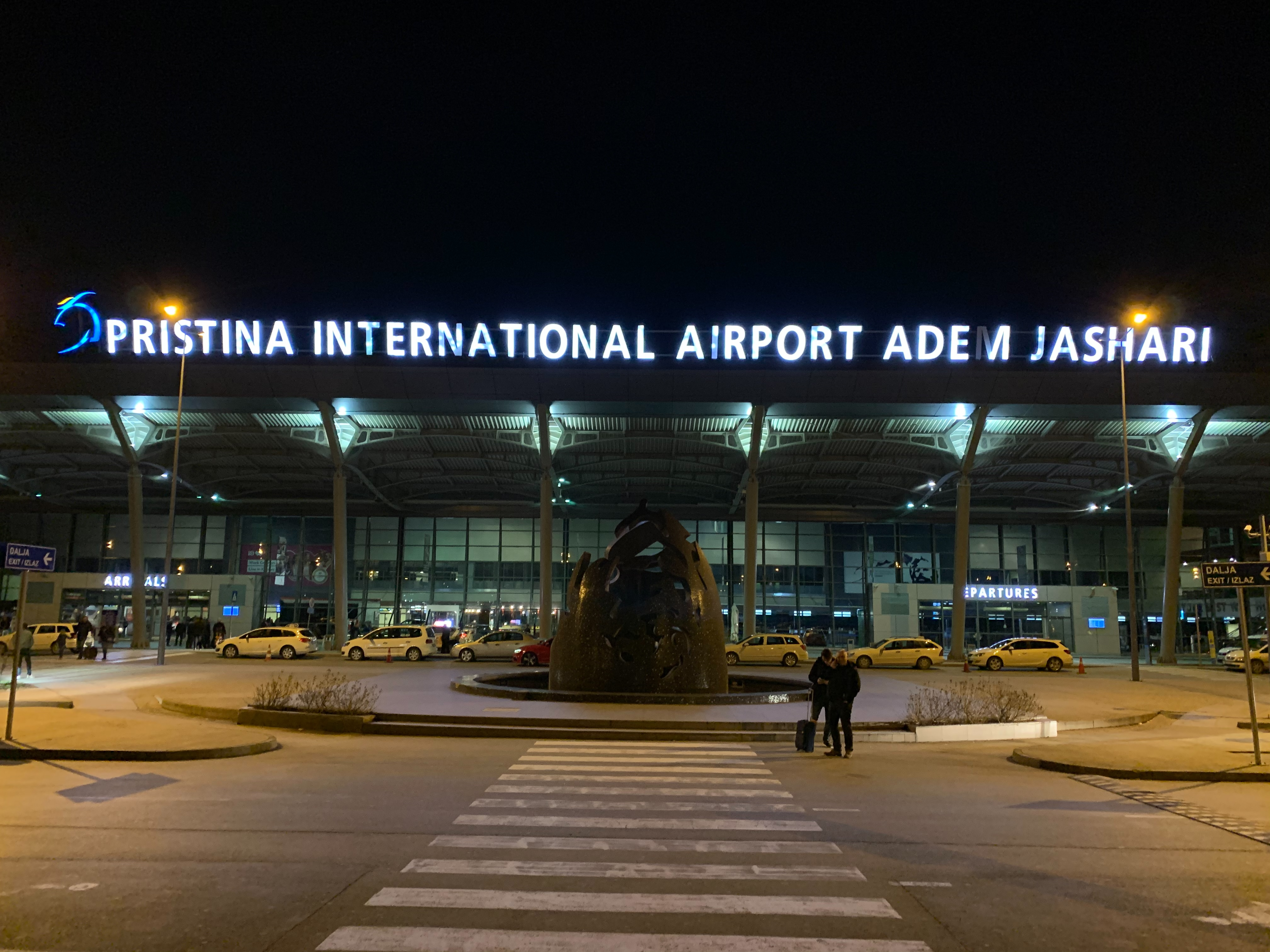
Noční pohled na nový terminál letiště

V souvislosti s propadem letecké dopravy během pandemie COVID-19 se letiště zařadilo v roce 2021 náhlým růstem počtu cestujících na jaře 2021 mezi nejživější na území bývalé Jugoslávie.
Roku 2023 začalo letiště umožňovat samoobslužné odbavování.
V roce 2024 bylo modernizováno, uskutečnily se stavební práce v hodnotě tří milionů eur. Bylo rozšířeno vrchní patro a celková kapacita se zvýší na 12 gatů. Správa letiště předpokládá, že v témže roce odbaví více než 4 miliony lidí.

## Návazná doprava
Letiště je přístupné po silnici od uvedené silniční komunikace, která směřuje z Prištiny do Peći (E 851). Zavedena je sem veřejná autobusová doprava z města, a to linka 1A.
Vláda Kosova ve spolupráci s Evropskou unií vyjádřila zájem realizovat železniční spojení na letiště; toto má být financováno prostřednictvím evropských fondů.

## Aerolinie
Letiště obsluhují následující letecké společnosti:[zdroj?]
- Aegean Airlines: Iraklion (sezónní)
- airBaltic: Riga (sezónní)
- AJet: Istanbul, Bodrum (sezónní)
- Austrian Airlines: Vídeň
- Chair Airlines: Basilej, Curych, Stuttgart (sezónní)
- Condor: Düsseldorf (sezónní), Hamburg (sezónní), Mnichov (sezónní), Stuttgart (sezónní)
- Corendon Airlines: Kolín nad Rýnem/Bonn
- easyJet: Amsterdam, Basilej, Berlín, Ženeva, Milán.
- Edelweiss Air: Curych
- Eurowings: Düsseldorf, Frankfurt, Hamburg, Hannover, Mnichov, Stuttgart
- GP Aviation: (vše sezónní): Basilej, Berlín, Burgas, Düsseldorf, Halmstad, Hamburk, Hannover, Lublaň, Lucemburk, Memmingen, Mnichov, Münster, Norimberk, Stuttgart, Växjö.
- Norwegian Air Shuttle: Oslo, sezónní: Kodaň, Göteborg, Helsinki, Stockholm
- Pegasus Airlines: Istanbul, Antalya (sezónní)
- Scandinavian Airlines: Kodaň, Oslo, Stockholm (vše sezónní)
- SunExpress: Antalya, Izmir.
- Swiss International Air Lines: Ženeva
- Trade Air: Basilej, Brémy, Dortmund, Göteborg, Hahn, Helsinki, Malmö, Memmingen, Mnichov, Norimberk, Paderborn, Stuttgart.
- TUI fly Belgium: Brusel
- Turkish Airlines: Istanbul
- Wizz Air: Dortmund, Londýn–Luton, Memmingen, Milán, Vídeň

Výběr destinací leteckých dopravců ovlivňují především potřeby místní diaspory, která žije v Západní Evropě a na čas se pravidelně do Kosova vrací. Potřeby z hlediska turistiky nebo obchodu jsou tímto upozaděny. Největší počet pasažérů statisticky cestuje z/do Švýcarska, Německa a v menší míře i do Turecka. Dále někteří z nich pokračují do USA.

## Incidenty a nehody
S výjimkou situace, ke které došlo v roce 1999 s ruskými vojáky, došlo v blízkosti letiště k dvěma leteckým nehodám:
- Dne 12. listopadu 1999 let společnosti Si Fly Flight č. 3275 z Říma havaroval v blízkosti prištinského letiště, při čemž zahynulo všech 24 cestujících.
- Dne 19. ledna 2006 let slovenských vzdušných sil vypravený z prištinského letiště havaroval na maďarském území. Jednalo se o letoun Antonov An-24.
- Dne 12. května 2015 zde došlo k havárii helikoptéry mezinárodní mise. Jeden člověk byl zraněn a provoz na letišti byl v tu chvíli přerušen.[24]